# Hialeah
Hialeah é uma cidade localizada no estado americano da Flórida, no condado de Miami-Dade. Foi incorporada em 10 de setembro de 1925.

## Geografia
De acordo com o United States Census Bureau, a cidade tem uma área de 59,2 km², onde 55,6 km² estão cobertos por terra e 3,6 km² por água.

## Demografia
Segundo o censo nacional de 2010, a sua população é de 224 669 habitantes e sua densidade populacional é de 4 044,06 hab/km². É a sexta cidade mais populosa da Flórida. Possui 74 067 residências, que resulta em uma densidade de 1 333,21 residências/km².

## Geminações
A cidade de Hialeah é geminada com as seguintes municipalidades:
- Luján de Cuyo, Mendoza, Argentina
- Bucaramanga, Santander, Colômbia
- Cartago, Cartago, Costa Rica
- Manágua, Manágua, Nicarágua[5]